# Kuhljochspitze
Die Kuhljochspitze ist ein 2297 m ü. A. hoher Berg in der Erlspitzgruppe im Karwendel.

## Name
Der korrekte Name dieses Gipfels ist Kuhlochspitze, denn er befindet sich über dem Kuhloch, einer Engstelle unterhalb des Gipfels. Auch die Scharte unterhalb des Gipfels heißt richtigerweise Kuhlochscharte. Die korrekten Namen sind noch in der AV-Karte 5/1 (Karwendelgebirge Westliches Blatt) von 1962 eingezeichnet.

## Anstieg
Der Normalweg führt vom Solsteinhaus (1806 m ü. A.) auf dem Freiungen-Höhenweg zur Kuhljochscharte, von dort mit leichter Kletterei in 30 Minuten zum Gipfel.